# Lethbridge Hurricanes
Lethbridge Hurricanes är ett kanadensiskt proffsjuniorishockeylag som är baserat i Lethbridge, Alberta och har spelat i den nordamerikanska proffsjuniorligan Western Hockey League (WHL) sedan 1987. Dessförinnan var laget baserad i Winnipeg, Manitoba och använde sig av tre olika namn, Winnipeg Jets, Winnipeg Clubs och Winnipeg Monarchs mellan 1967 och 1977. Laget blev omlokaliserad 1977 till Calgary, Alberta och blev Calgary Wranglers. 1987 valde man återigen omlokalisera laget och den här gången till Lethbridge, Alberta och för att bli Lethbridge Hurricanes, som man fortfarande är. Laget spelar sina hemmamatcher i Enmax Centre, som har en publikkapacitet på 5 479 åskådare. De har inte vunnit någon Memorial Cup men de vann dock WHL en gång för säsong 1996-1997.
Hurricanes har fostrat spelare som Zach Boychuk, Eric Godard, Dwight King, Rob Klinkhammer, Bryan Maxwell, Jamie McLennan, Brantt Myhres, Chris Phillips, Dale Purinton, Jamie Pushor, Byron Ritchie, Luca Sbisa, Bryce Salvador, Brent Seabrook, Mark Smith, Nick Tarnasky, Wes Walz och Kris Versteeg som alla tillhör alternativt tillhörde olika medlemsorganisationer i den nordamerikanska proffsligan NHL.